# جوزيبي دي لويغي
جوزيبي دي لويغي (بالإيطالية: Giuseppe De Luigi)‏ هو رسام إيطالي، ولد في 4 أكتوبر 1908 في Bigarello ‏ في إيطاليا، وتوفي في 8 فبراير 1982 في جنوة في إيطاليا.